# Доннел, Колин
Колин Доннелл (англ. Colin Donnell; род. 9 октября 1982, Сент-Луис, штат Миссури, США) — американский актёр.

## Ранние годы
Доннел родился в Сент-Луисе, штат Миссури. У него есть два старших брата. Имеет ирландское и французское происхождение. Он рос очень музыкальным ребёнком и любил играть в школьных спектаклях. В семнадцатилетнем возрасте Доннел начал брать уроки игры на гитаре и серьёзно заниматься пением. Первое появление Доннела на сцене связано со старшей школой, где он не только пел в школьном хоре, но и выступал на сцене в качестве жонглёра и исполнял сложные цирковые трюки. В 2005 году он окончил Университет Индианы, после чего началась его профессиональная сценическая карьера.

## Карьера
Доннел многократно гастролировал по стране с такими известными мюзиклами как — «Мама Мия» и «Злая». Его первым выступлением на Бродвее была роль Хэнка Маджевски в мюзикле «Парни из Джерси». Доннел принимал участие и был актёром основных составов в мюзиклах «Встреть меня в Сент-Луисе», «Безумства», а за роль в «Что бы ни случилось» был номинирован на премию в категории «Выдающийся актёр мюзикла». Первая роль на телевидении была сыграна в сериале 2011 года «Пэн Американ». Этот дебют позволил ему получить роль в проекте «Стрела», вышедшем на экраны в 2012 году.
В 2015 году Доннел получил одну из основных ролей в сериале NBC Клиника Чикаго.

## Личная жизнь
Доннел женат на актрисе Патти Мурин, бракосочетание состоялось 19 июня 2015 года в Нью-Йорке

## Фильмография

### Телевидение
| Год       | Название на русском | Название на английском | Роль                    | Примечания                                                                 |
| --------- | ------------------- | ---------------------- | ----------------------- | -------------------------------------------------------------------------- |
| 2011—2012 | Пэн Американ        | Pan Am                 | Майк Раскин             | 4 эпизода                                                                  |
| 2012—2020 | Стрела              | Arrow                  | Томми Мерлин / Прометей | Главная роль (сезон 1), приглашенный актёр (сезоны 2-3 и 6-7); 30 эпизодов |
| 2014      | В поле зрения       | Person of Interest     | Билли Парсонс           | Эпизод «Root Path»                                                         |
| 2014      | Помнить всё         | Unforgettable          | Агент Стоун             | Эпизод «Flesh and Blood»                                                   |
| 2014      | Любовники           | The Affair             | Скотти                  | 9 эпизодов                                                                 |
| 2014      | Тайны Лауры         | The Mysteries of Laura | Дэниэл                  | Эпизод «The Mystery of the Dysfunctional Dynasty»                          |
| 2015—2019 | Медики Чикаго       | Chicago Med            | Коннор Роудс            | Регулярная роль; 82 эпизода                                                |
| 2015—2019 | Пожарные Чикаго     | Chicago Fire           | Коннор Роудс            | Приглашённый актёр; 4 эпизода                                              |
| 2015—2019 | Полиция Чикаго      | Chicago P.D.           | Коннор Роудс            | Приглашённый актёр; 4 эпизода                                              |

### Театр
| Год       | Название                                                                                       | Роль            | Примечания                                                |
| --------- | ---------------------------------------------------------------------------------------------- | --------------- | --------------------------------------------------------- |
| 2005      | Почти в небо: Песни и рассказы Джона Денвера (Almost Heaven: Songs and Stories of John Denver) | Мужские Роли    |                                                           |
| 2005-2007 | «Парни из Джерси» (Jersey Boys)                                                                | Хэнк Маджевски  |                                                           |
| 2006      | «Иисус Христос-Суперзвезда» (Jesus Christ Superstar)                                           | Питер           |                                                           |
| 2006      | «Встреть Меня В Сент-Луисе» (Meet Me in St. Louis)                                             | Джон Труит      |                                                           |
| 2007      | «Мама Миа!» (Mamma Mia!)                                                                       |                 |                                                           |
| 2007      | «Безумства» (Follies)                                                                          | Молодой Бен     |                                                           |
| 2007      | «Me, Myself and I»                                                                             | Отто            |                                                           |
| 2008      | «High School Musical on Stage!»                                                                | Трой Болтон     |                                                           |
| 2009      | «Злая» (Wicked)                                                                                | Фиеро           |                                                           |
| 2010      | «Johnny Baseball»                                                                              | Джонни О’Брайен |                                                           |
| 2011-2012 | «Что бы ни случилось» (Anything Goes)                                                          | Билли Крокер    | Номинация — Drama Desk Award — Выдающийся актёр в мюзикле |
| 2012      | «Весело мы катаемся по…» (Merrily We Roll Along)                                               | Франклин Шепард |                                                           |